# Graham Island, Nunavut
Graham Island är en ö i Kanada.   Den ligger i territoriet Nunavut, i den norra delen av landet, 3 600 km norr om huvudstaden Ottawa. Ön har en yta på 1 378 km²
Terrängen på Graham Island är platt. Öns högsta punkt är 185 meter över havet. Den sträcker sig 51,4 kilometer i nord-sydlig riktning, och 38,5 kilometer i öst-västlig riktning.
Trakten runt Graham Island består i huvudsak av gräsmarker. Trakten runt Graham Island är nära nog obefolkad, med mindre än två invånare per kvadratkilometer.